# Amastus thierryi
Amastus thierryi är en fjärilsart som beskrevs av De Toulgoët 1981. Amastus thierryi ingår i släktet Amastus och familjen björnspinnare. Inga underarter finns listade i Catalogue of Life.